# Łukasz Szukała
Łukasz Szukała (n. 26 mai 1984, Gdańsk, Polonia) este un fotbalist polonez care evoluează la echipa MKE Ankaragücü pe postul de fundaș central. De asemenea este și un component al echipei naționale a Poloniei.

## Carieră
A debutat pentru Gloria Bistrița în Liga I pe 20 august 2010 într-un meci pierdut împotriva echipei Rapid București.

## Titluri
Steaua București
- Supercupa României (1): 2013
- Liga I (3): 2012-2013,[2]2013-2014, 2014-2015